# Clásica de San Sebastián
För andra betydelser, se San Sebastián (olika betydelser).
Clásica de San Sebastián är ett cykellopp som har hållits varje sommar i den baskiska regionen San Sebastián i Spanien sedan 1981. På baskiska heter tävlingen Donostia Klasikoa. Det är framförallt ett lopp för cyklister som är bra uppför. 
Loppet är 227 km och det tuffa Alto de Jaizkbel efter 200 km är ofta det avgörande skedet i loppet. 
Loppet ingår i UCI ProTour sedan säsongen 2005, men var mellan 1989 och 2004 den sjunde tävlingen av cykelsportens världscup, som lade ned efter säsongen 2004.
Spanjoren Marino Lejarreta, från Baskien, vann den första tävlingen 1981 och har även delat rekord i antal segrar av det spanska endagsloppet då han vunnit det tre gånger (1981, 1982 och 1987). Den andra rekordhållaren är belgiske Remco Evenepoel (vinnare 2019, 2022 och 2023). Italienaren Francesco Casagrande (1998 och 1999), fransmannen Laurent Jalabert (2001 och 2002) samt spanjorerna Luis León Sánchez och Alejandro Valverde har alla vunnit tävlingen två gånger under sina karriärer.
Från 2019 arrangerades också ett lopp för damer. Det ersattes 2022 av loppet Itzulia Women.

## Segrare

### Herrar
- 1981 :  Marino Lejarreta
- 1982 :  Marino Lejarreta
- 1983 :  Claude Criquielion
- 1984 :  Niki Rüttimann
- 1985 :  Adri Van der Poel
- 1986 :  Iñaki Gastón
- 1987 :  Marino Lejarreta
- 1988 :  Gert-Jan Theunisse
- 1989 :  Gerhard Zadrobilek
- 1990 :  Miguel Indurain
- 1991 :  Gianni Bugno
- 1992 :  Raúl Alcalá
- 1993 :  Claudio Chiappucci
- 1994 :  Armand de Las Cuevas
- 1995 :  Lance Armstrong
- 1996 :  Udo Bölts
- 1997 :  Davide Rebellin
- 1998 :  Francesco Casagrande
- 1999 :  Francesco Casagrande
- 2000 :  Erik Dekker
- 2001 :  Laurent Jalabert
- 2002 :  Laurent Jalabert
- 2003 :  Paolo Bettini
- 2004 :  Miguel Ángel Martín Perdiguero
- 2005 :  Constantino Zaballa
- 2006 :  Xavier Florencio
- 2007 :  Ingen vinnare utsedd[2]
- 2008 :  Alejandro Valverde
- 2009 :  Carlos Barredo
- 2010 :  Luis León Sánchez
- 2011 :  Philippe Gilbert
- 2012 :  Luis León Sánchez
- 2013 :  Tony Gallopin
- 2014 :  Alejandro Valverde
- 2015 :  Adam Yates
- 2016 :  Bauke Mollema
- 2017 :  Michał Kwiatkowski
- 2018 :  Julian Alaphilippe
- 2019 :  Remco Evenepoel
- 2020 : Ingen tävling
- 2021 :  Neilson Powless
- 2022 :  Remco Evenepoel
- 2023 :  Remco Evenepoel
- 2024 :  Marc Hirschi

### Damer
- 2019 :  Lucy Kennedy
- 2020 : Ingen tävling
- 2021 :  Annemiek van Vleuten